# Szűz Mária-templom (Gdańsk)

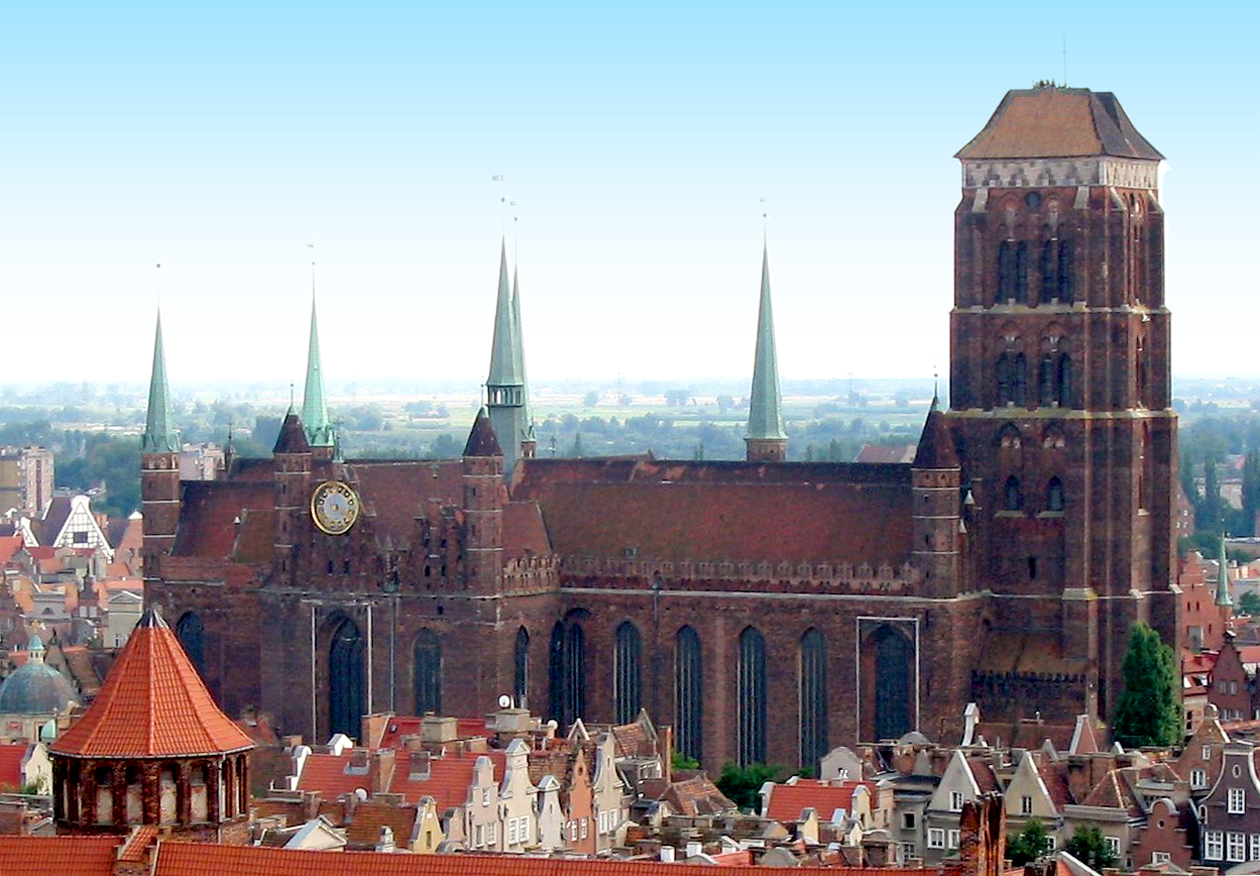
A Szűz Mária templom

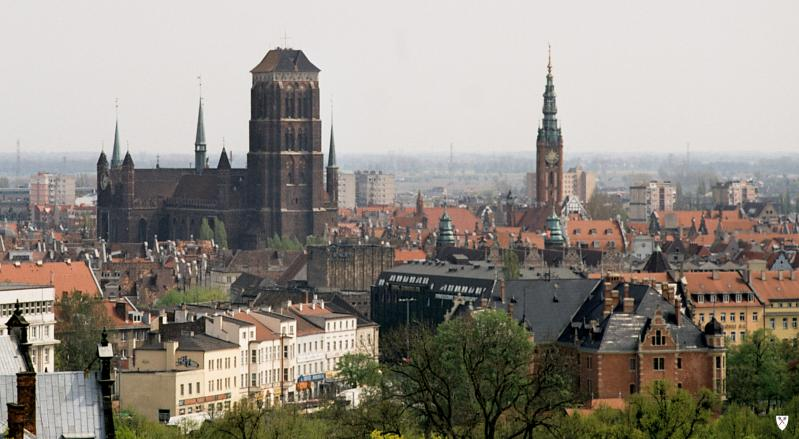
A templom Grodzisko felől.

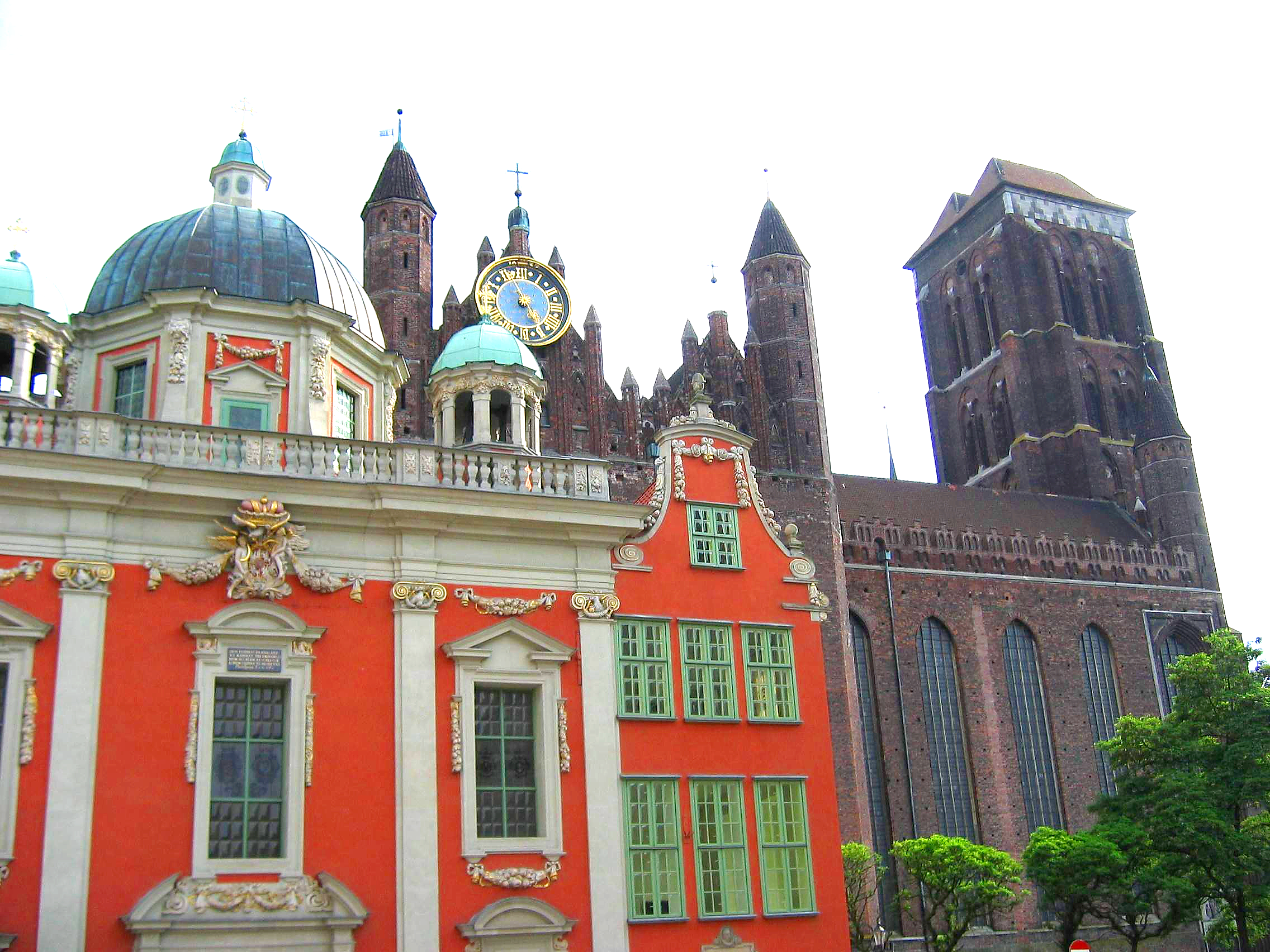
A templom a királyi kápolnával

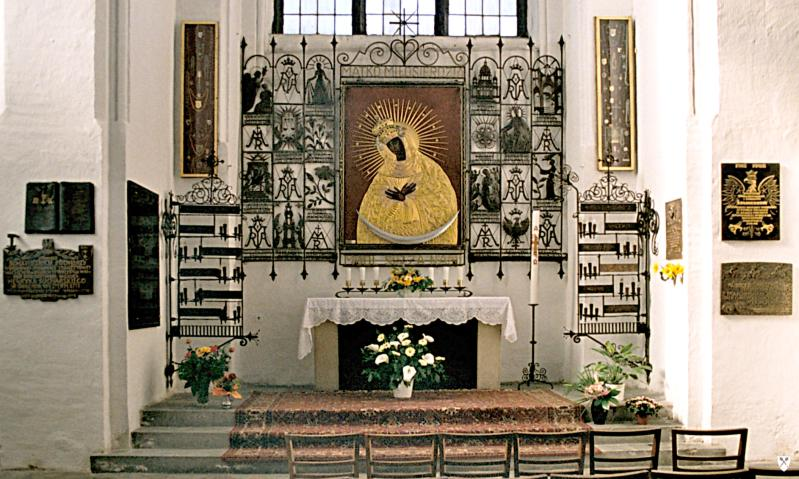
A Hajnal-kapu Máriájának szentelt kápolna

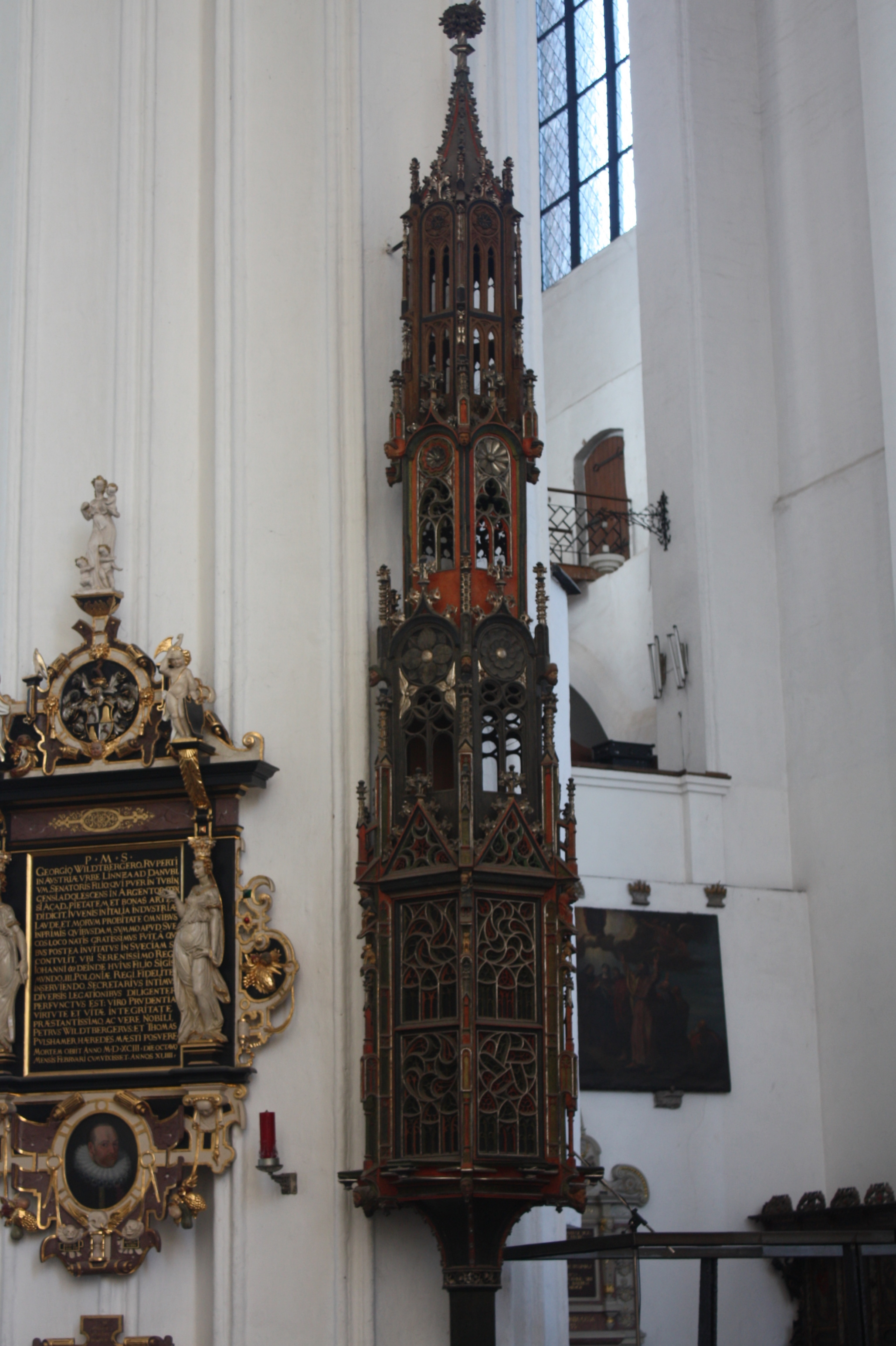
Gótikus tabernákulum

A gdański Szűz Mária-templom (lengyelül: Bazylika Mariacka, németül: Marienkirche) a legnagyobb téglából épült templom a világon, egyben az egyik legnagyobb gótikus téglaépítmény. Hossza 105,5 m, kereszthajójának hossza 66 m, egyszerre 25 000 ember befogadására alkalmas.

## Története
A templom helyén korábban egy hatszög alaprajzú bazilika állt, melyet 1343 és 1360 között építettek. Pilléreinek és alsóbb szintjeinek egy része az új templom építésekor felhasználásra került.
A mai templom építése 1379-ben kezdődött, Heinrich Ungeradin építészmester vezetésével. A templom keleti része 1447-re elkészült, és 1452–1466 között már a torony építésével foglalkoztak. 1485-től az építkezés vezetését Hans Brandt vette át, aki újragondolta a főhajó kialakítását. A munkák végül 1496-ban fejeződtek be Heinrich Haetzl irányítása alatt, aki az építészet előrehaladása következtében átgondolta a boltozat kialakítását.
A 20. századig a templom külső és belső állaga lényegében változatlan maradt. A második világháborúban a templom súlyosan megsérült, leginkább a Vörös Hadsereg danzigi ostroma alatt, 1945 márciusában. A fából készült tetőszerkezet teljesen kiégett, a boltozatok jó része leomlott, az ablakok lényegében teljesen megsemmisültek. A tűzvész okozta forróság következtében számos tégla egyszerűen elolvadt, elsősorban a toronyban, ami egy kéményhez hasonlóan viselkedett.
A templom padlójában elhelyezett sírok fel lettek tépve, állítólag a szovjet katonák által, akik a sírokban fekvő tetemeket szerették volna kifosztani.
Szerencsére a templombelső művészeti alkotásainak többsége épen maradt, legtöbbjüket a város közelében fekvő falvakba menekítették. Mára ezek jó része visszakerült a templomba, a maradékot különböző lengyel múzeumokban lehet megtekinteni. Utóbbiak eredeti helyre visszakerülésének lehetőségéről folyamatosak az egyeztetések.
A templom rekonstrukciója a háború befejeztével szinte azonnal, már 1946-ban elkezdődött. A tető 1947 augusztusára újjáépült. A mindenképpen szükséges rekonstrukciós munkák befejeztével a templomot 1955. november 17-én újjászentelték, a rekonstrukció és felújítás azonban a mai napig is tart.

## Építészete
A Szűz Mária templom latin kereszt alaprajzú, három hossz-, és egy kereszthajóval megépített templom. Kereszthajójának és központi csarnokénak közel egyenlő hossza remekül példázza a gótikus templomépítészetet. A kereszthajó északi oldalán levő szokatlan formák a mai templom előtt eredetileg itt áll kis bazilika felhasznált falai miatt alakultak ki.
A boltozat kora mestermunkájának számít, a háború utáni rekonstrukció során nagyrészt visszaállították. A főhajó és a kereszthajó felett hálóboltozat, az oldalhajók felett csillagboltozat található.
A templom külső megjelenését a téglafalazat, és a keskeny íves gótikus ablakok dominálják. A kialakítás a tartóoszlopok és rizalitok megfelelő belső elhelyezése, valamint a kápolnák tartóoszlopok közötti felállítása miatt volt lehetőség. 
Az épület téglahomlokzatának síkját fiatornyok bontják meg, a sarkokat pedig apróbb lövegtornyok hangsúlyozzák. Utóbbiak kúp alakú csúcsának teteje fémmel borított.
A templom méreteit az alábbi számokkal lehet összefoglalni:
| A templom hossza          | 105,5 m           |
| A templom szélessége      | 66,5 m            |
| A templom magassága       | 82 m              |
| Belső magasság            | 30 m              |
| Befogadóképesség          | 25 000 fő         |
| Ablakok száma             | 37                |
| Legnagyobb ablak mérete   | 127 m²            |
| A torony lépcsőinek száma | 409               |
| Az építkezés elkezdése    | 1343. március 25. |
| Az építkezés hossza       | 159 év            |

## A templom belső tere
A templom belső terét számos gótikus, reneszánsz, és barokk festménnyel díszítették. A legismertebb közülük Hans Memling flamand festő Az utolsó ítélet című alkotása, melyet jelenleg a gdański Nemzeti Múzeumban őriznek. További, eredetileg a templomot díszítő alkotások látható a varsói Nemzeti Múzeumban, melyeket 1945-ben, a világháború miatt menekített oda. A 90-es évekig ezek közül mindössze néhány került vissza a templomba. A már említett festményen kívül a következő művészeti alkotások kiemelkedő jelentőségűek:
- Jeruzsálemi oltár, 1495-1500 (jelenleg a varsói Nemzeti Múzeumban látható)
- Főoltár, 1511-1517, augsburgi Michael Schwarz
- Tízparancsolat, kb. 1485
- Simon és Judith Bahr síremléke, 1614-1620, Abraham van den Blocke
- Pietà, kb. 1420
- Isten szent anyja, szobor, kb. 1420
- asztronómiai óra, 1464-1470, Hans Düringer
- orgona, részben a Szent János templomból áthelyezve 1985-ben

Memling Az utolsó ítélet című képe 

## Lásd még
- Hajnal-kapu

### Fordítás
Ez a szócikk részben vagy egészben  a   St. Mary's Church, Gdańsk című angol Wikipédia-szócikk ezen változatának fordításán alapul.  Az eredeti cikk szerkesztőit annak laptörténete sorolja fel. Ez a jelzés csupán a megfogalmazás eredetét és a szerzői jogokat jelzi, nem szolgál a cikkben szereplő információk forrásmegjelöléseként.
Ez a szócikk részben vagy egészben  a   Marienkirche (Danzig) című német Wikipédia-szócikk ezen változatának fordításán alapul.  Az eredeti cikk szerkesztőit annak laptörténete sorolja fel. Ez a jelzés csupán a megfogalmazás eredetét és a szerzői jogokat jelzi, nem szolgál a cikkben szereplő információk forrásmegjelöléseként.

### Külső hivatkozások
- A templomban anyakönyvezettek névsora a reformáció óta
- A templom orgonája
- A templom orgonájának története